# Infatuation (película de 1925)
Infatuation es una película dramática de cine mudo de 1925 dirigida por Irving Cummings y protagonizada por Corinne Griffith, Percy Marmont y Warner Oland. La película es una adaptación de la obra Caesar's Wife de Somerset Maugham.

## Protagonistas
- Corinne Griffith como Violet Bancroft
- Percy Marmont como Sir Arthur Little
- Malcolm McGregor como Ronald Perry
- Warner Oland como Osman Pasha
- Clarissa Selwynne como la señora Ethridge
- Leota Lorraine como la hermana de Roony
- Claire Du Brey como la esposa de Pasha
- Martha Mattox como Mrs. Pritchard
- Howard Davies como Khedive